# Angicourt
Cet article possède un paronyme, voir Angecourt.
Angicourt est une commune française située dans le département de l'Oise en région Hauts-de-France. Ses habitants sont appelés les Angicourtois et les Angicourtoises.

## Géographie

### Localisation
Angicourt est une commune située à 51 km au nord de Paris, 34 km à l'est de Beauvais, 26 km à l'ouest de Compiègne et à 66 km au sud d'Amiens. Elle est aisément accessible depuis l'autoroute A1
Son territoire est inclus pour une moitié environ dans le Parc naturel régional Oise-Pays de France.

### Communes limitrophes
|                   | Verderonne         | Rosoy    |
| Mogneville        | Angicourt          | Cinqueux |
| Monchy-Saint-Éloi | Villers-Saint-Paul | Rieux    |

### Topographie et géologie

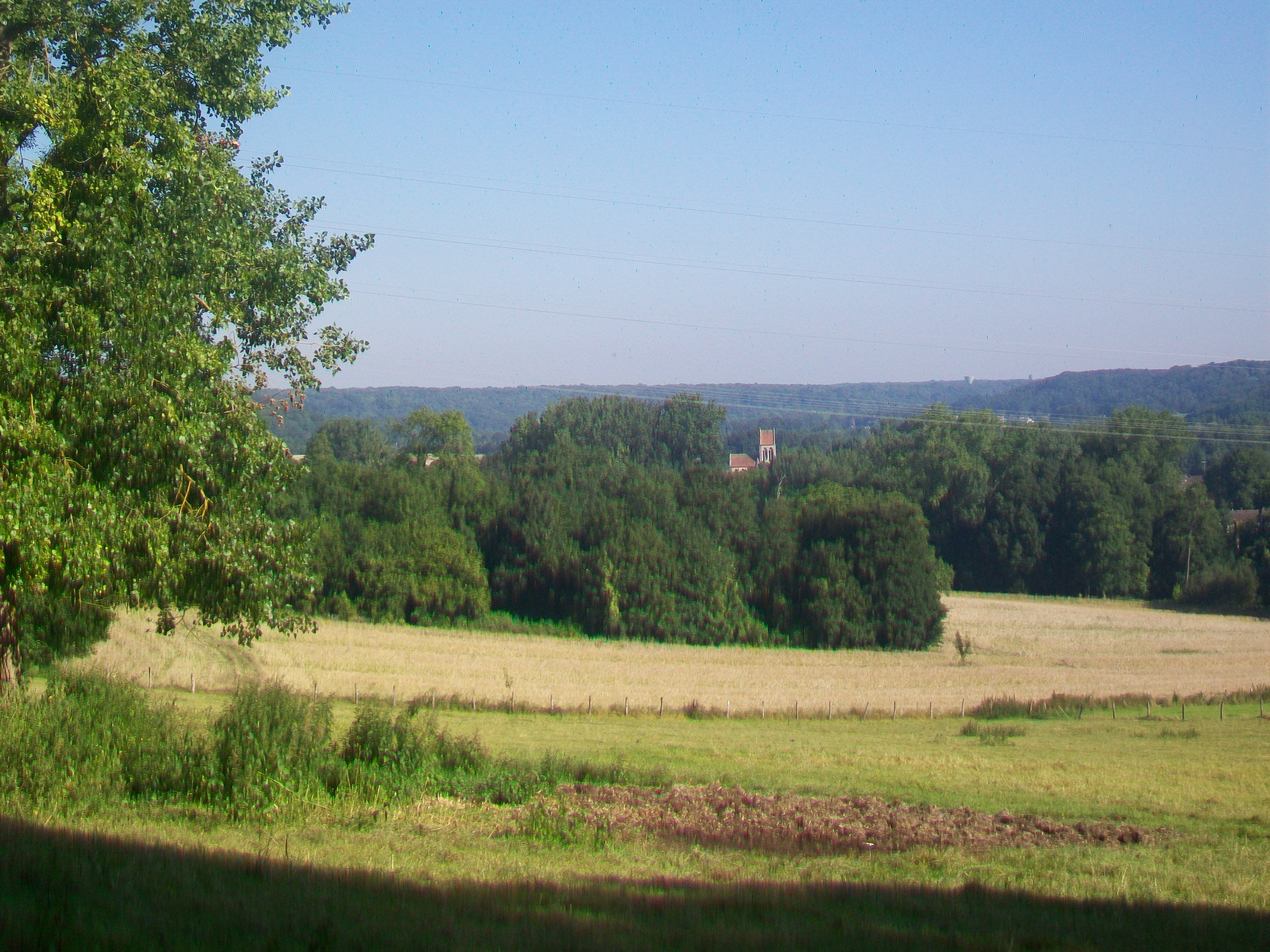
Vue sur le village depuis le sud-ouest. Au fond se dégagent les montagnes du Moulin et de Moymont.

La commune est située entre la bordure orientale de la Montagne de Liancourt et les monts qui se prolongent à l'est (montagnes du Moulin et Moymont), dans la vallée du Rhôny. Les altitudes suivantes sont relevées sur le territoire : 37 mètres à Cafosse, où le Rhôny pénètre sur Rieux, 47 mètres à son entrée venant de Verderonne, et 116 à la butte Watrel. La montagne de Liancourt aux pentes rectilignes à l'ouest culmine à 106 mètres tandis que la montagne de Moymont, de forme ovale à l'est atteint 112 mètres d'altitude. La montagne du Moulin au nord constitue le point culminant du territoire à 120 mètres d'altitude. Elle se prolonge au sud par la butte du Watrel au pied de laquelle se trouve le lieu-dit de la Prêle. Dans la vallée, les différents hameaux s'établissent entre 48 et 54 mètres. Angicourt se trouve en zone de sismicité 1, c'est-à-dire faiblement exposée aux risques de tremblement de terre.
La partie septentrionale du massif de Liancourt fournit des matériaux d'empierrement et de moellons de construction à Angicourt, qui ont été exploités dans des carrières de pierre à bâtir aujourd'hui disparues. On peut y observer de beaux bancs d'un grain fin et uniforme atteignant plus de 6 mètres. Selon le préfet Cambry, le pays de pierre calcaire se prolonge sous tout le plateau de Liancourt. C'est le pays du Soissonnais. Les calcaires coquilleux attestent l'immersion du pays. Les coquilles fossiles sont très communes dans la région. Louis Graves a établi la disposition des couches suivantes en descendant vers la cavée d'Angicourt, de haut en bas : du calcaire grossier friable alternant avec des bancs durs, une succession de sables gris-verdâtre fins, roux, noir et gris avec des nummulites et des anomies, peu à peu agglutiné en roche ainsi qu'un petit lit d'argile plastique feuilletée grise et fauve contenant du bois pétrifié. La Pierre de la Roche et les Grosses Pierres ne sont pas des monuments mégalithiques, mais des blocs isolés par l'érosion.

### Voies de communications et transports
Sur le plan des axes de communication, Angicourt est desservi par deux routes départementales, qui donnent accès au réseau routier régional : la D 29 et la D 525. La route départementale 29, de Liancourt à Pont-Sainte-Maxence permet de rejoindre la RD 1016, l'ancienne RN 16, vers Clermont et Amiens. Elle traverse la commune par la rue du Colonel-Fabien, par les hameaux du Pont, de la Prêle, et de Tourteaucourt. La D 525 se détache de la D 29 au Pont par la rue du Champ-Saint-Vaast traverse le village avant de déboucher à Rieux sur la voie rapide de la RD 200 Creil - Compiègne par la rue Bontemps. Le réseau de routes communal reliant les hameaux dessert également les villages voisins.
Angicourt ne compte pas de gare sur le territoire communal, mais la gare de Rieux - Angicourt sur la ligne de Creil à Jeumont n'est éloignée que de 2 km du centre du village. La gare de Creil, davantage desservie, se situe à six kilomètres au sud-ouest.
Sur le plan des transports en commun routiers, Angicourt est desservie, en 2023, par les lignes 6216, 6246, 6316 et 6354 du réseau interurbain de l'Oise. Ces lignes ne fonctionnent que du lundi au vendredi. Une navette de regroupement intercommunal (ligne 6843) relie le village à l'hôpital Villemin, au hameau de l'Ordibée. Le service de transport à la demande gratuit TAD'OHM mis en place par la communauté de communes des Pays d'Oise et d'Halatte dessert également la commune.
L'aéroport Roissy-Charles-de-Gaulle est situé à 37 km au sud et l'aéroport de Beauvais-Tillé à 33 km à l'ouest. Il n'existe pas de liaisons entre la commune et ces aéroports.

### Hydrographie

#### Réseau hydrographique
La commune est située dans le bassin Seine-Normandie. Elle est drainée par le Rhôny et un autre petit cours d'eau,.
Le Rhôny est un petit affluent de l'Oise venant de Verderonne et se dirigeant du nord au sud vers Rieux reçoit deux ruisselets. Ceux-ci portent les noms de leurs sources : sur la rive droite le ru de l'Ordibée et sur la rive gauche le ru de Salifeux. Plusieurs étangs ont été creusés entre le Fresne et Cavancourt. Les zones les plus basses du territoire sont situées au-dessus de nappes phréatiques sous-affleurantes.

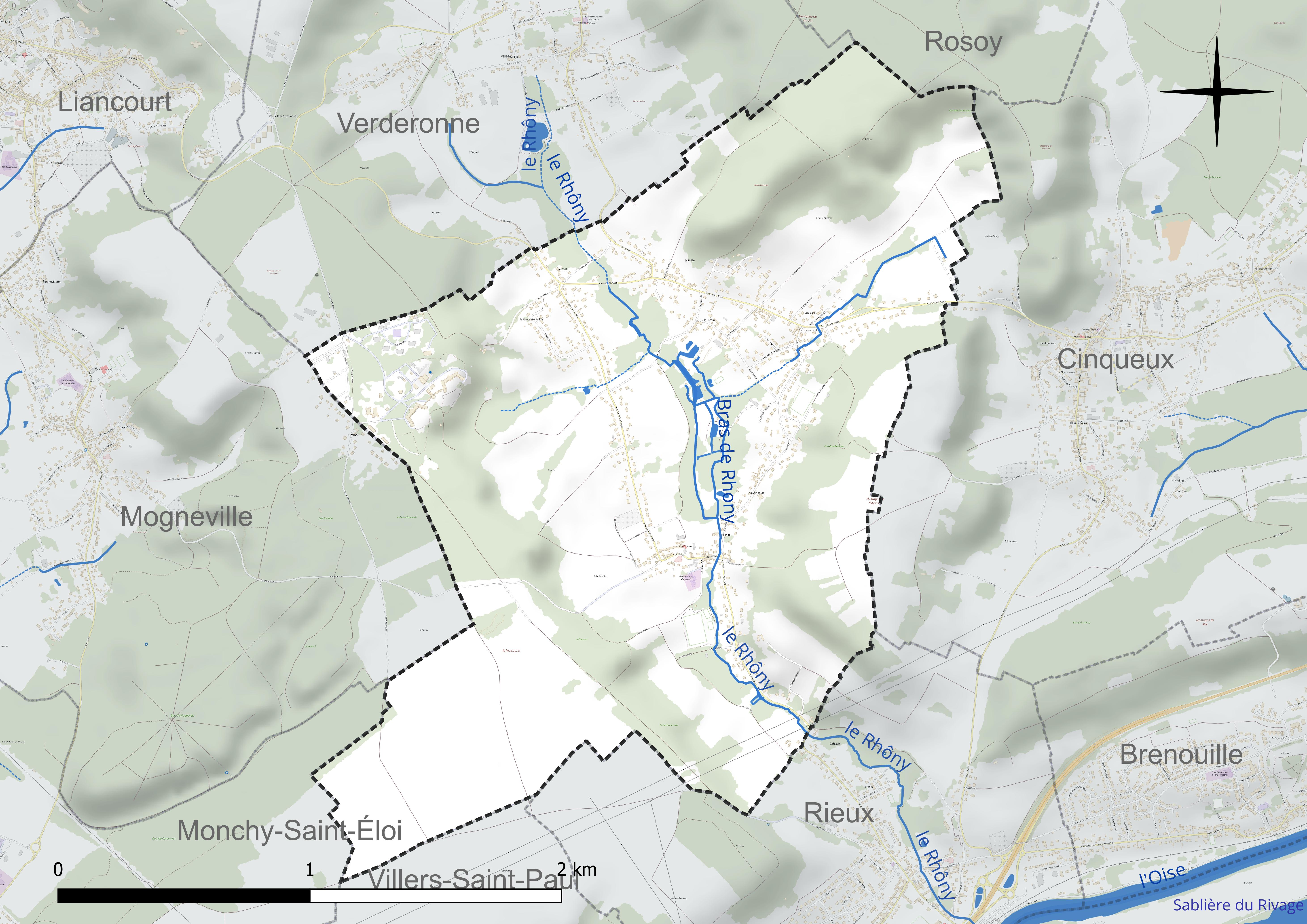
Réseau hydrographique d'Angicourt.

#### Gestion et qualité des eaux
Le territoire communal est couvert par le schéma d'aménagement et de gestion des eaux (SAGE) « Sensée ». Ce document de planification concerne un territoire de 789 km2 de superficie, délimité par trois bassins versants en totalité ou en partie (Aisne, Oise et Aronde). Le périmètre a été arrêté le 16 octobre 2001 et le SAGE proprement dit a été approuvé le 8 juin 2009, puis révisé le 27 novembre 2019. La structure porteuse de l'élaboration et de la mise en œuvre est le syndicat mixte Oise-Aronde.
La qualité des cours d'eau peut être consultée sur un site dédié géré par les agences de l'eau et l'Agence française pour la biodiversité.

### Climat
Pour des articles plus généraux, voir Climat des Hauts-de-France et Climat de l'Oise.
En 2010, le climat de la commune est de type climat océanique dégradé des plaines du Centre et du Nord, selon une étude du CNRS s'appuyant sur une série de données couvrant la période 1971-2000. En 2020, Météo-France publie une typologie des climats de la France métropolitaine dans laquelle la commune est exposée à un climat océanique et est dans la région climatique Nord-est du bassin Parisien, caractérisée par un ensoleillement médiocre, une pluviométrie moyenne régulièrement répartie au cours de l'année et un hiver froid (3 °C).
Pour la période 1971-2000, la température annuelle moyenne est de 10,7 °C, avec une amplitude thermique annuelle de 14,8 °C. Le cumul annuel moyen de précipitations est de 677 mm, avec 10,8 jours de précipitations en janvier et 8,3 jours en juillet. Pour la période 1991-2020, la température moyenne annuelle observée sur la station météorologique la plus proche, située sur la commune de Creil à 6 km à vol d'oiseau, est de 11,2 °C et le cumul annuel moyen de précipitations est de 662,2 mm,. Pour l'avenir, les paramètres climatiques de la commune estimés pour 2050 selon différents scénarios d'émission de gaz à effet de serre sont consultables sur un site dédié publié par Météo-France en novembre 2022.

### Milieux naturels

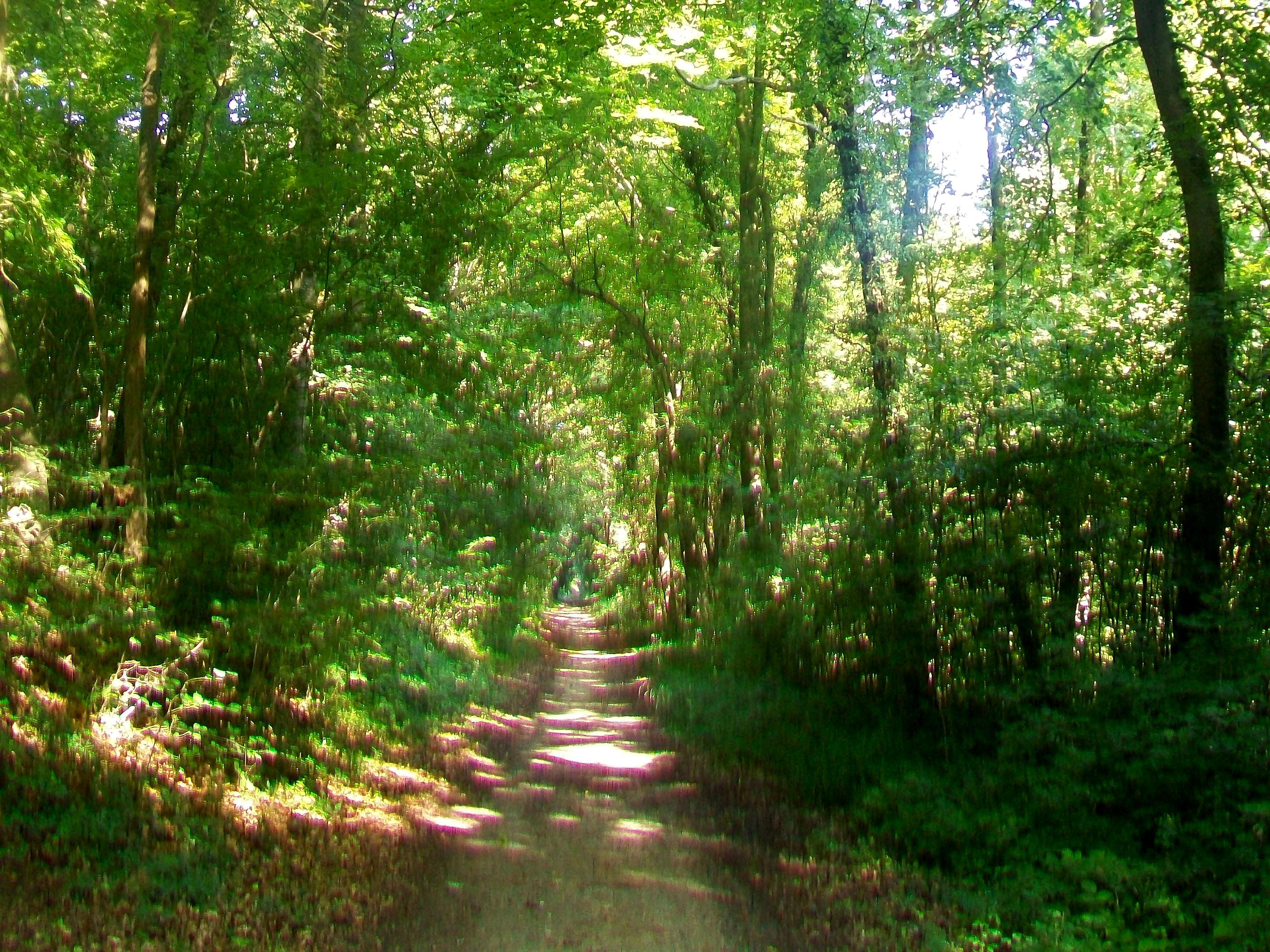
Bois du Clocher du Bos, sur les hauteurs à l'ouest du territoire communal.

Hormis les espaces bâtis couvrant 85 hectares pour 17 % de la surface communale, le territoire comprend plus de 37 % d'espaces cultivés sur 186 hectares ainsi que 25 hectares de vergers et de prairies. Les zones boisées s'étendent sur plus de 200 hectares soit 40 % du territoire, sur les coteaux de la montagne du moulin (bois des Grandheurs), de Moymont (bois de la Boulaye) et de Liancourt (la Garenne, Bois du Clocher Bos, Bois du Père Lhotin) et dans le fond de la vallée du Rhôny,. La montagne du Moulin, avec celles de Verderonne, Berthault et du Bois des Côtes, constitue une zone naturelle d'intérêt écologique, faunistique et floristique de type 1. Les coteaux boisés forment des corridors écologiques potentiels.

## Urbanisme

### Typologie
Au 1er janvier 2024, Angicourt est catégorisée ceinture urbaine, selon la nouvelle grille communale de densité à sept niveaux définie par l'Insee en 2022.
Elle appartient à l'unité urbaine de Creil, une agglomération intra-départementale regroupant 23  communes, dont elle est une commune de la banlieue,,. Par ailleurs la commune fait partie de l'aire d'attraction de Paris, dont elle est une commune de la couronne,.

### Occupation des sols
L'occupation des sols de la commune, telle qu'elle ressort de la base de données européenne d'occupation biophysique des sols Corine Land Cover (CLC), est marquée par l'importance des territoires agricoles (45,2 % en 2018), une proportion identique à celle de 1990 (45,2 %). La répartition détaillée en 2018 est la suivante : 
forêts (35,3 %), terres arables (33,8 %), zones urbanisées (19,5 %), zones agricoles hétérogènes (8,3 %), prairies (3,2 %). L'évolution de l'occupation des sols de la commune et de ses infrastructures peut être observée sur les différentes représentations cartographiques du territoire : la carte de Cassini (XVIIIe siècle), la carte d'état-major (1820-1866) et les cartes ou photos aériennes de l'IGN pour la période actuelle (1950 à aujourd'hui).

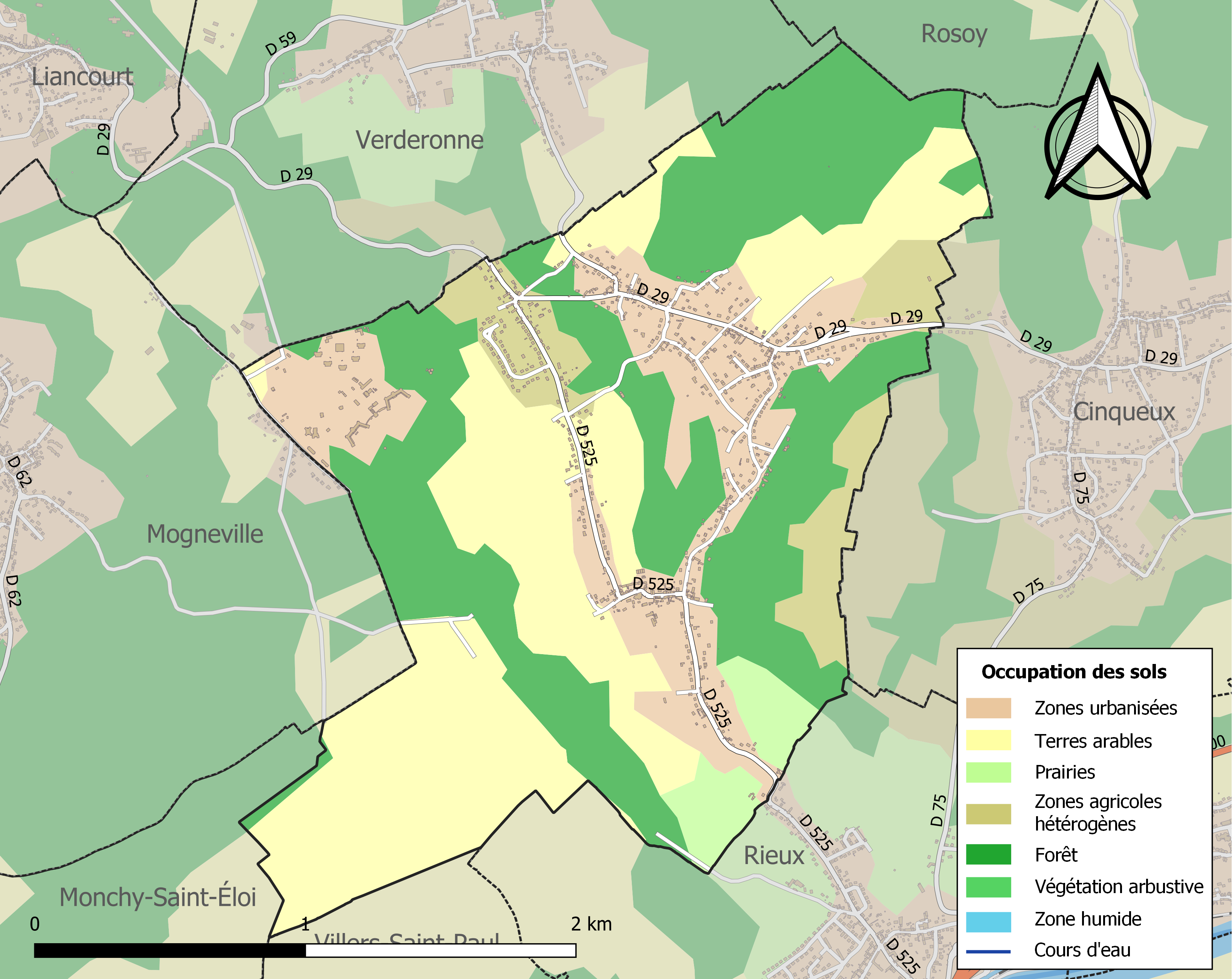
Carte des infrastructures et de l'occupation des sols de la commune en 2018 (CLC).

### Morphologie urbaine
Angicourt est caractérisée par un habitat dispersé, non de manière désordonné, mais le long des routes qui traversent la commune, à savoir la RD 525 vers Rieux, la RD 29 vers Liancourt et Pont-Sainte-Maxence, et la rue Laisement qui relie le centre du bourg au hameau de Tourteaucourt sur la RD 29 près de Cinqueux, en passant par le hameau de Cavancourt. D'autres hameaux sont le Pont, la Prêle et le Fresne, tous situés au nord. Les différents hameaux sont aujourd'hui reliés entre eux et avec le centre-ville par des maisons individuelles récentes, mais restent perceptibles grâce à de petits noyaux de maisons et fermettes anciennes. Que l'on quitte Angicourt par la RD 525 ou la RD 29, le ruban urbanisé est continu, mais un peu en retrait, les collines couvertes de bois et le paysage vallonné restent intacts.

### Hameaux et lieux-dits
L'habitat communal est réparti en plusieurs hameaux :
- Angicourt, chef-lieu, au sud
- Tourteaucourt, au nord-est
- Cavancourt, à l'est entre le village et Tourteaucourt
- La Presle, au nord, au pied de la Butte de Watrel
- Le Fresne, au sud de la Presle
- Le Pont, au nord-ouest sur la D29
- L'Ordibée, au sommet montagne de Liancourt, à l'ouest

### Habitat et logement
En 2018, le nombre total de logements dans la commune était de 645, alors qu'il était de 597 en 2013 et de 603 en 2008.
Parmi ces logements, 92,2 % étaient des résidences principales, 3,3 % des résidences secondaires et 4,4 % des logements vacants. Ces logements étaient pour 82,6 % d'entre eux des maisons individuelles et pour 1,1 % des appartements.
Le tableau ci-dessous présente la typologie des logements à Angicourt en 2018 en comparaison avec celle de l'Oise et de la France entière. Une caractéristique marquante du parc de logements est ainsi une proportion de résidences secondaires et logements occasionnels (3,3 %) supérieure à celle du département (2,5 %) et à celle de la France entière (9,7 %). Concernant le statut d'occupation de ces logements, 82,3 % des habitants de la commune sont propriétaires de leur logement (81,5 % en 2013), contre 61,4 % pour l'Oise et 57,5 pour la France entière.
| Typologie                                               | Angicourt | Oise | France entière |
| ------------------------------------------------------- | --------- | ---- | -------------- |
| Résidences principales (en %)                           | 92,2      | 90,4 | 82,1           |
| Résidences secondaires et logements occasionnels (en %) | 3,3       | 2,5  | 9,7            |
| Logements vacants (en %)                                | 4,4       | 7,1  | 8,2            |

## Toponymie
Dans les chartes manuscrites anciennes, le village apparaît sous des noms différents. La plus ancienne mention en est faite sous l'appellation de Wngiscurth, nunc Angilcurz, dans une entrée non datable dans la chronique de l'abbaye Saint-Vaast. Le privilège de Hincmar de Reims de 870 parle de Wngisiscurtem, in pago Belvacensi. Sept ans plus tard, le privilège du pape Jean VIII écrit Angilicurtem, forme reprise ultérieurement par le diplôme de Charles II le Chauve, ainsi que par le diplôme du roi Eudes de 891. Ensuite, les privilèges des papes Benoît VIII et Alexandre III, respectivement datés de 1024 et 1169, emploient une forme déjà proche du nom actuel, Angilcurt. En 1277, la prévôté d'Angicourt écrit Angicort, mais une charte du roi Charles IV emploi de nouveau une forme plus éloignée du nom actuel, Angicuria. En 1541, les titres de la prévôté font apparaître la version Angicourt-les-Creeil. Les premiers textes imprimés écrivent Anglicuria.

## Histoire
En 537, saint Vaast séjourne à Wardara quand il reçoit la nouvelle que Clotaire Ier et sa mère, Rothilde, l'attendent à Paris pour user de ses conseils. Il s'y rend à l'appel du roi, et, en retour de ses bons avis, le roi lui offre les villages d'Angicourt et Bailleval. C'est au moins ce que suggère la chronique de l'abbaye Saint-Vaast d'Arras, qui parle de Vungiscurth, nunc Angilcurz et de Balioli Vallem. Il est également dit que c'est sur ces terres que naît Frédégonde, reine de Neustrie, « Chilpericus Fredegundem duxit uxorem, elegantem et male callidam. Haec in territorio Belvacensi nata est de familia atque Sancti Vedasti villa Vungiscurth, quam, ut praetulimus, Hlotarius rex dederat nostro patrono. »
Vaast est alors évêque intérimaire de Beauvais et le reste jusqu'à sa mort en 540. La ville étant la cible d'attaques des Normands à ce moment, le corps du saint doit être déposé en un endroit sûr, et c'est l'église d'Angicourt qui est justement choisie. À cette occasion, elle est placée sous le vocable de saint Vaast. Étant donné que le saint reçut lui-même Angicourt en cadeau, le village constitue logiquement l'une des propriétés les plus anciennement acquises de l'abbaye Saint-Vaast. Mais du fait que Vaast occupa la chaire de l'évêque de Beauvais, ses biens propres reviennent tout d'abord à l'église de Beauvais avant de retourner à l'abbaye, à un moment non encore déterminé, plus d'un siècle plus tard. La donation des terres d'Angicourt à l'abbaye Saint-Vaast par Théodoric Ier (mort pourtant en 534 !) est confirmé par Charles le Chauve en 869.
Angicourt est administré comme une seigneurie laïque, par un moine de l'abbaye Saint-Vaast détaché sur place. Le siège de cette administration est la prévôté, comme il ressort de la confirmation des droits de Saint-Vaast faite par l'évêque de Beauvais, Guido, en 1084. En 1024, l'abbaye échange Angicourt contre la prévôté et le prieuré de Haspres de l'abbaye de Jumièges, sous la pression de l'évêque de Cambrai. Il estime que Saint-Vaast serait plus à même de rétablir la discipline des moines dans ce prieuré fort éloigné de Jumièges. Mais l'abbaye de Jumièges se rend rapidement compte qu'Angicourt est loin de représenter la même valeur qu'Haspres, et cherche à rendre la seigneurie, ce qui est chose faite vers 1070/1080 environ. Dépendant d'une abbaye royale, Angicourt est exempt du droit de visite de l'évêque de Beauvais, et ne dépend que de l'autorité souveraine du pape.
Un incident se produit en 1137. Louis le Jeune, encore fils du roi, est de passage à Arras et exige de l'abbaye de subvenir à la subsistance de lui et sa suite. L'abbé refusant énergiquement cette requête et proposant d'accueillir le prince comme le comte de Flandre, Louis fait mettre sous séquestre Angicourt. C'est le comte de Flandre justement qui lui fera entendre raison, en précisant que le roi de France n'avait aucun droit sur l'abbaye puisqu'il en avait donné l'avouerie en fief aux comtes de Flandre. En 1220, le futur roi Louis VIII confirme l'ensemble des anciennes coutumes et accorde officiellement à l'abbaye Saint-Vaast la seigneurie pleine et entière sur sa propriété d'Angicourt. En 1240, l'évêque de Beauvais, Robert de Cressonsacq, critique le fait que la prévôté soit administré par un unique moine. Il demande que plusieurs moines y servent Dieu, afin d'éviter le relâchement des mœurs et d'éventuels excès d'autorité. Bien que conforme aux exigences ecclésiastiques, cette demande restera sans suite, les membres de l'abbaye Saint-Vaast n'étant soumis qu'au pape. Un arbitrage a alors lieu, mais les arbitres nommés par les deux parties donnent raison à l'abbaye.
Encore de faible étendue pendant la première moitié du XIIIe siècle, la seigneurie s'agrandit successivement, tant par des dons volontaires des seigneurs alentour que par des achats de terres et de droits (assimilés aux taxes et impôts de l'époque actuelle). Naissent en même temps des conflits avec les agents du pouvoir royal, et en premier lieu le bailli de Senlis. La prévôté d'Angicourt ne cessera d'avoir des contentieux avec lui pendant la longue période de 1270 à 1570 ; le Parlement de Paris prenant tantôt partie pour l'une ou pour l'autre. Il s'agit souvent de sujets relatifs à la justice seigneuriale, que les rois tentent à plusieurs reprises à ôter à la prévôté. D'autre conflits existent entre la prévôté et le curé d'Angicourt, qui lui aussi a droit à une part de la dîme. Mais les prétentions des curés sont souvent exagérées et empreintes d'esprit de chicane : des curés ont même tenté de prélever la dîme au sein même de l'enclos de la prévôté. Les droits du prévôt par rapport à la paroisse d'Angicourt sont stipulés par une sentence de 1696 : le prévôt peut ainsi la messe paroissiale, les comptes de l'église lui seraient soumis, et il aura son banc dans le chœur. Ce banc seigneurial est disputé au prévôt par les Laubespine, seigneurs de Verderonne, qui possèdent un fief à Angicourt et se prétendent seigneurs du lieu.

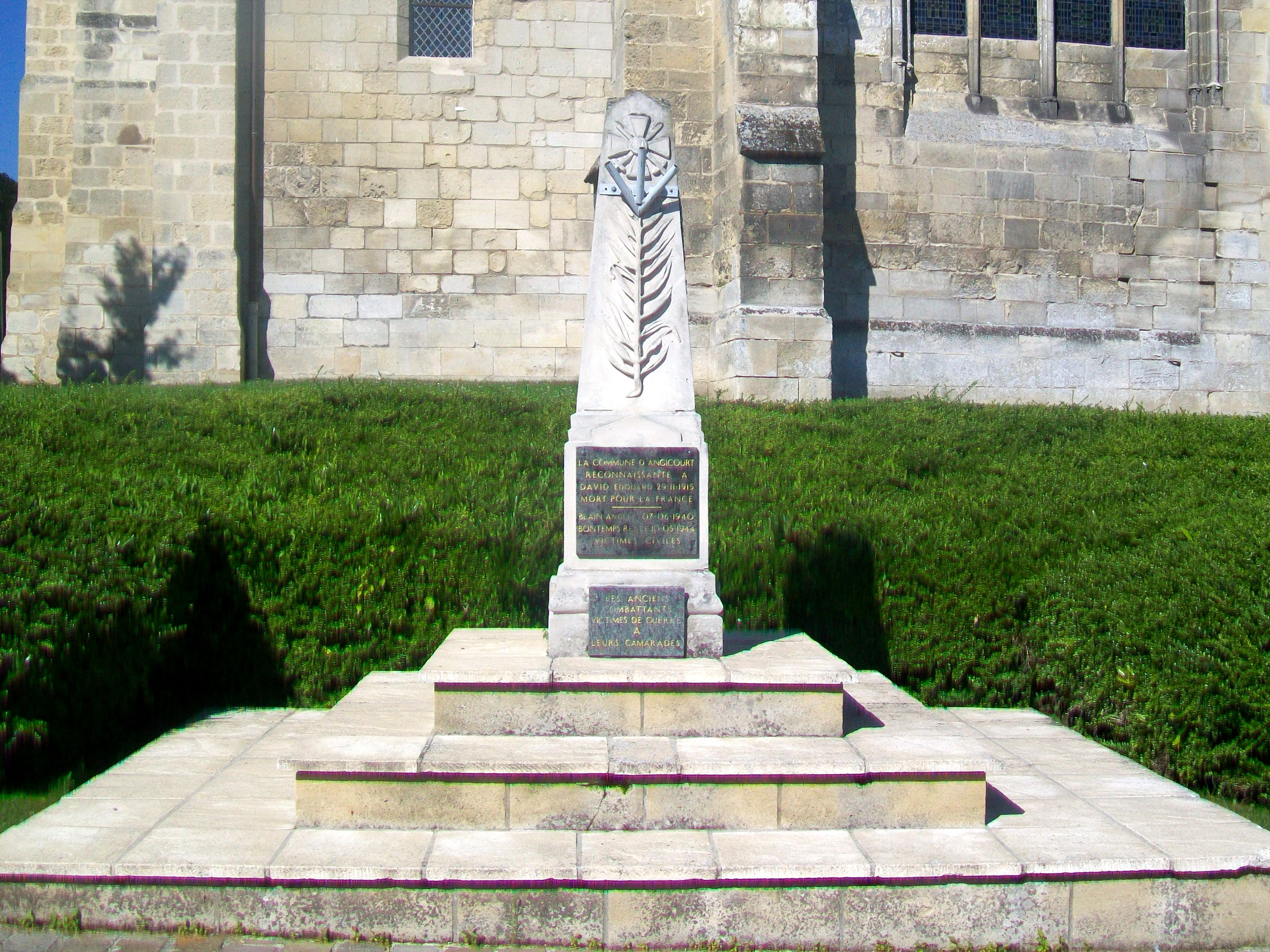
Le monument aux morts.

Le prévôt devient un personnage important : au XIVe siècle, alors que la prévôté prospère, le prévôt remplit de nombreuses missions et emploie souvent un lieutenant ou assistant. Le prévôt est le représentant de l'abbaye devant les tribunaux de Paris, il est administrateur du collège d'Arras de Paris et a le privilège de n'avoir de comptes à rendre qu'à l'abbé, à qui il rend visite une seule fois par an. Même après l'instauration du régime de la commende à la suite du concordat de Bologne, le prévôt n'est pas obligé de partager ses revenus avec l'abbé commendataire, car ses biens et revenus sont fondamentalement séparés de la masse du monastère. S'il y a excédent de recettes, il peut en disposer pour ses aumônes ou pour l'achat d'ornements de l'église. Au XIVe siècle, le prévôt est donc un véritable seigneur. Pourtant, peu de traces subsistent de la prévôté jadis prospère. Une mauvaise gestion et des dépenses exagérées semblent être les raisons d'un rapide déclin dès le XVe siècle et jusqu'au XVIIe siècle. Plusieurs fois, l'abbé doit réprimander son prévôt, qui mène une vie de rentier sans plus s'occuper directement de ses exploitations agricoles, mises en fermage par souci de facilité. Par période, les revenus ne sont plus perçus et les bâtiments souffrent d'un manque d'entretien. L'abbaye souhaite se défaire de sa prévôté qui rapporte davantage de soucis que de bénéfices, mais les négociations d'échange avec une autre abbaye échouent à chaque fois, pour la dernière fois en 1702.
Vers le milieu du XVIIe siècle, les prévôts ne résident plus guère à Angicourt. En 1679, le temporel est saisi par ordonnance royale pour non-résidence. Le cardinal de Bouillon, à ce moment abbé commendataire de Saint-Vaast proteste contre cette mesure, lui seul ayant droit de visite à Angicourt. Au début du XVIIIe siècle, la décadence de la prévôté est complète, à l'instar des autres propriétés de l'abbaye. Mais, en l'occurrence, contrairement aux abbayes et prieurés souvent ruinés à la même époque, l'on ne peut accuser le régime de la commende, qui ne concerne pas la prévôté. En 1687, Saint-Vaast nomme dom Radulphe de Los comme prévôt, spécialement choisi pour mettre de l'ordre dans la gestion d'Angicourt. Dom Radulphe réussit sa mission de trois ans car, à terme, la seigneurie produit des revenus annuels compris entre 7 000 et 9 000 livres. Puis les revenus recommencent à chuter et ne représentent plus que 4 000 livres, ce qui est insuffisant pour assumer les frais d'entretien. En 1783, la prévôté revient dans la masse conventuelle et ses revenus sont attribués à la mense des religieux. C'est l'arrivée de la révolution française qui signe la fin de la prévôté d'Angicourt.

## Politique et administration

### Rattachements administratifs et électoraux

#### Rattachements administratifs
La commune se trouve depuis 1942 dans l'arrondissement de Clermont du département de l'Oise.
Elle faisait partie depuis 1802 du canton de Liancourt. Dans le cadre du redécoupage cantonal de 2014 en France, cette circonscription administrative territoriale a disparu, et le canton n'est plus qu'une circonscription électorale.

#### Rattachements électoraux
Pour les élections départementales, la commune fait partie depuis 2014 du canton de Pont-Sainte-Maxence
Pour l'élection des députés, elle fait partie de la septième circonscription de l'Oise.

### Intercommunalité
Angicourt est membre de la communauté de communes des pays d'Oise et d'Halatte, un établissement public de coopération intercommunale (EPCI) à fiscalité propre créé fin 1997  et auquel la commune a transféré un certain nombre de ses compétences, dans les conditions déterminées par le code général des collectivités territoriales.

### Liste des maires
| Période                                  | Période                    | Identité           | Étiquette | Qualité                         |
| ---------------------------------------- | -------------------------- | ------------------ | --------- | ------------------------------- |
| Les données manquantes sont à compléter. |                            |                    |           |                                 |
| avant 1988                               |                            | Pascal Willo       | PS        |                                 |
| Les données manquantes sont à compléter. |                            |                    |           |                                 |
| mars 2001                                | 2014                       | Christian Gressier |           |                                 |
| 2014                                     | En cours (au 17 juin 2021) | Michel Delagrange  |           | Réélu pour le mandat 2020-2026, |

## Équipements et services publics

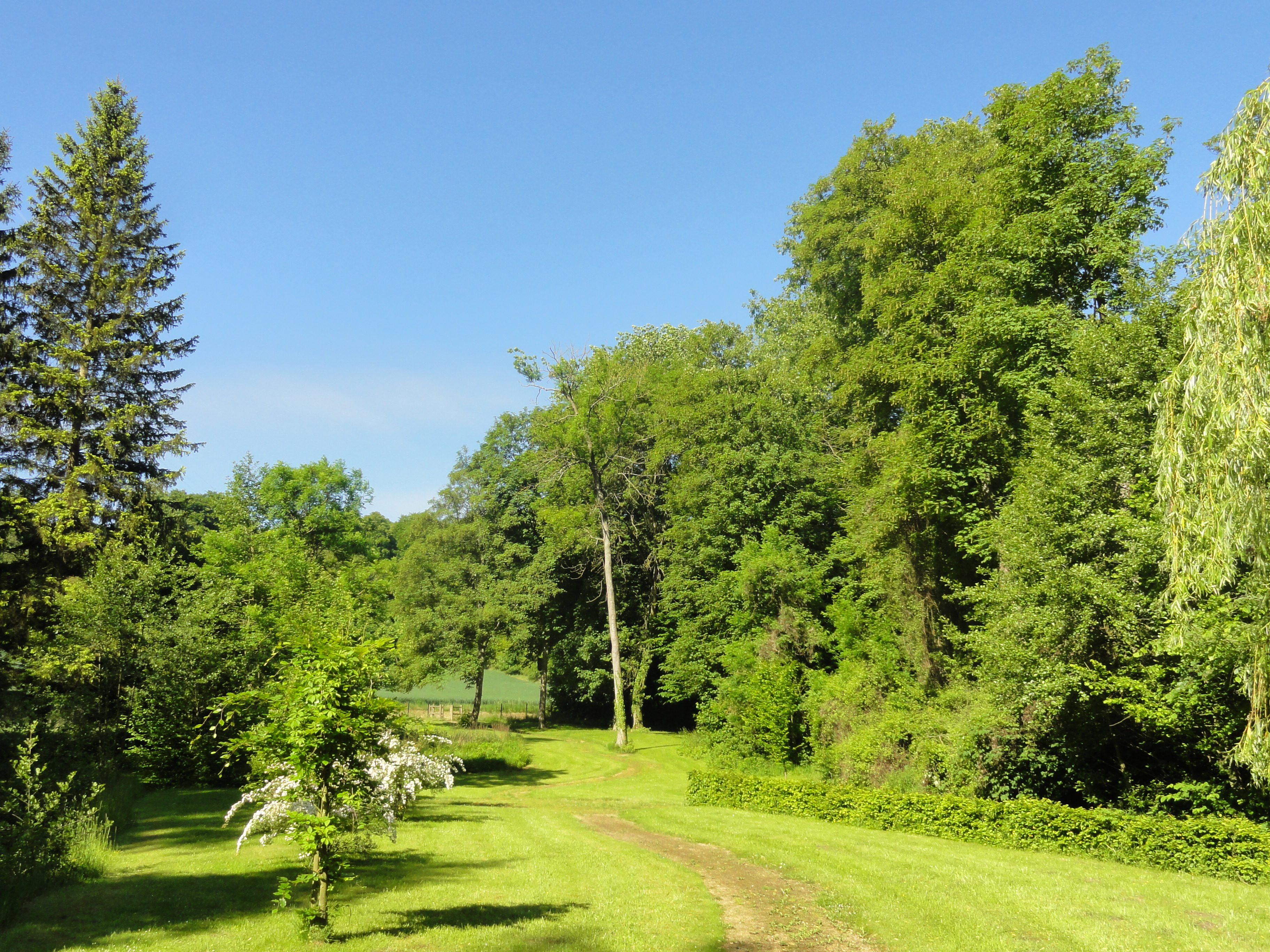
Le parc municipal.

La commune dispose d'un ensemble d'équipements avec une salle polyvalente dénommée Pierre-Marie-Lefoll, une bibliothèque, un stade, une plaine de jeux et un camping.

### Eau et déchets
L'adduction d'eau est assurée par le syndicat des eaux de Cinqueux, à partir de deux captages situés à Brenouille et qui prélèvent l'eau dans les nappes phréatiques de de Craie et des sables du Thanétien. La distribution est confiée, en 2019, à la Lyonnaise des eaux.
L'assainissement est assuré par le même syndicat, au moyen de la station d'épuration de Brenouille-Pont-Sainte-Maxence, et la collecte des ordures ménagères par la communauté de communes des pays d'Oise et d'Halatte, qui a une convention avec le Syndicat mixte de la Vallée de l'Oise.

### Enseignement
Les enfants de la commune sont scolarisés au sein de l'école Lucienne-Fabre-Sébart, qui, en 2020, compte en 5 classes (primaires et maternelles). La municipalité envisage de la doter de locaux spécifiques pour la cantine et le périscolaire.
Ils poursuivent leur scolarité au collège La Rochefoucault de Liancourt et au lycée Cassini de Clermont.

### Justice, sécurité, secours et défense
La commune a mis en place un système de vidéosurveillance en 2017

## Population et société

### Démographie

#### Évolution démographique
L'évolution du nombre d'habitants est connue à travers les recensements de la population effectués dans la commune depuis 1793. Pour les communes de moins de 10 000 habitants, une enquête de recensement portant sur toute la population est réalisée tous les cinq ans, les populations de référence des années intermédiaires étant quant à elles estimées par interpolation ou extrapolation. Pour la commune, le premier recensement exhaustif entrant dans le cadre du nouveau dispositif a été réalisé en 2006.

En 2022, la commune comptait 1 335 habitants, en évolution de −4,44 % par rapport à 2016 (Oise : +0,87 %, France hors Mayotte : +2,11 %).
| 1793 | 1800 | 1806 | 1821 | 1831 | 1836 | 1841 | 1846 | 1851 |
| ---- | ---- | ---- | ---- | ---- | ---- | ---- | ---- | ---- |
| 270  | 268  | 279  | 256  | 261  | 272  | 260  | 260  | 241  |

| 1856 | 1861 | 1866 | 1872 | 1876 | 1881 | 1886 | 1891 | 1896 |
| ---- | ---- | ---- | ---- | ---- | ---- | ---- | ---- | ---- |
| 231  | 223  | 260  | 238  | 239  | 240  | 216  | 197  | 198  |

| 1901 | 1906 | 1911 | 1921 | 1926 | 1931 | 1936 | 1946 | 1954 |
| ---- | ---- | ---- | ---- | ---- | ---- | ---- | ---- | ---- |
| 295  | 249  | 258  | 395  | 290  | 620  | 632  | 724  | 749  |

| 1962 | 1968 | 1975  | 1982  | 1990  | 1999  | 2006  | 2011  | 2016  |
| ---- | ---- | ----- | ----- | ----- | ----- | ----- | ----- | ----- |
| 571  | 969  | 1 363 | 1 495 | 1 538 | 1 525 | 1 653 | 1 574 | 1 397 |

| 2021  | 2022  | - | - | - | - | - | - | - |
| ----- | ----- | - | - | - | - | - | - | - |
| 1 354 | 1 335 | - | - | - | - | - | - | - |

#### Pyramide des âges
La population de la commune est relativement jeune.
En 2018, le taux de personnes d'un âge inférieur à 30 ans s'élève à 29,5 %, soit en dessous de la moyenne départementale (37,3 %). À l'inverse, le taux de personnes d'âge supérieur à 60 ans est de 25,9 % la même année, alors qu'il est de 22,8 % au niveau départemental.
En 2018, la commune comptait 716 hommes pour 685 femmes, soit un taux de 51,11 % d'hommes, largement supérieur au taux départemental (48,89 %).
Les pyramides des âges de la commune et du département s'établissent comme suit.
| Hommes | Classe d’âge | Femmes |
| ------ | ------------ | ------ |
| 0,3    | 90 ou +      | 0,9    |
| 4,8    | 75-89 ans    | 6,5    |
| 20,1   | 60-74 ans    | 19,4   |
| 30,0   | 45-59 ans    | 29,1   |
| 16,2   | 30-44 ans    | 13,4   |
| 12,1   | 15-29 ans    | 16,3   |
| 16,5   | 0-14 ans     | 14,3   |

| Hommes | Classe d’âge | Femmes |
| ------ | ------------ | ------ |
| 0,5    | 90 ou +      | 1,4    |
| 5,5    | 75-89 ans    | 7,6    |
| 15,6   | 60-74 ans    | 16,3   |
| 20,8   | 45-59 ans    | 20     |
| 19,4   | 30-44 ans    | 19,4   |
| 17,6   | 15-29 ans    | 16,2   |
| 20,6   | 0-14 ans     | 19,1   |

## Culture locale et patrimoine

### Lieux et monuments

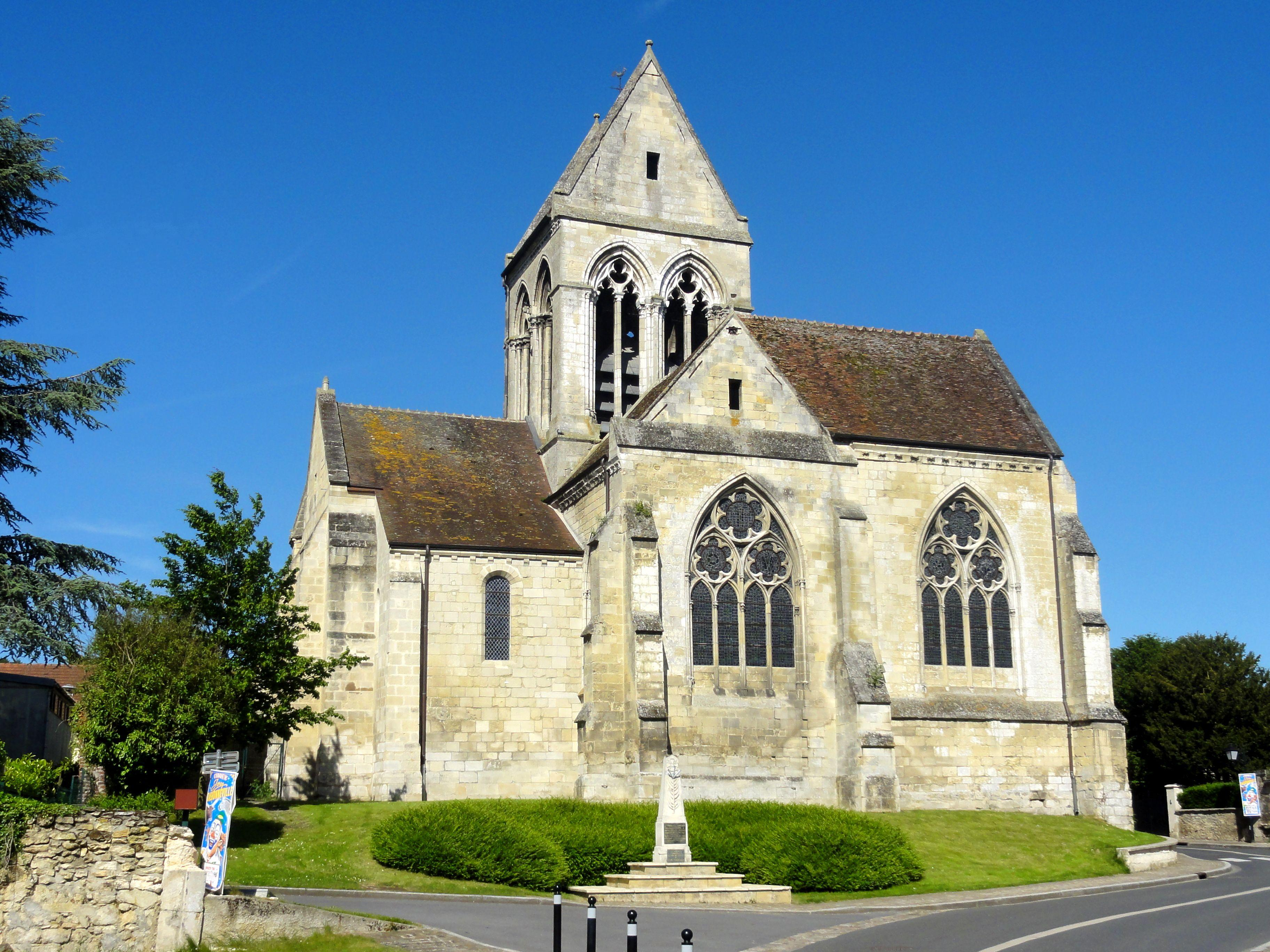
L'église Saint-Vaast d'Angicourt, monument datant du XIIe siècle.

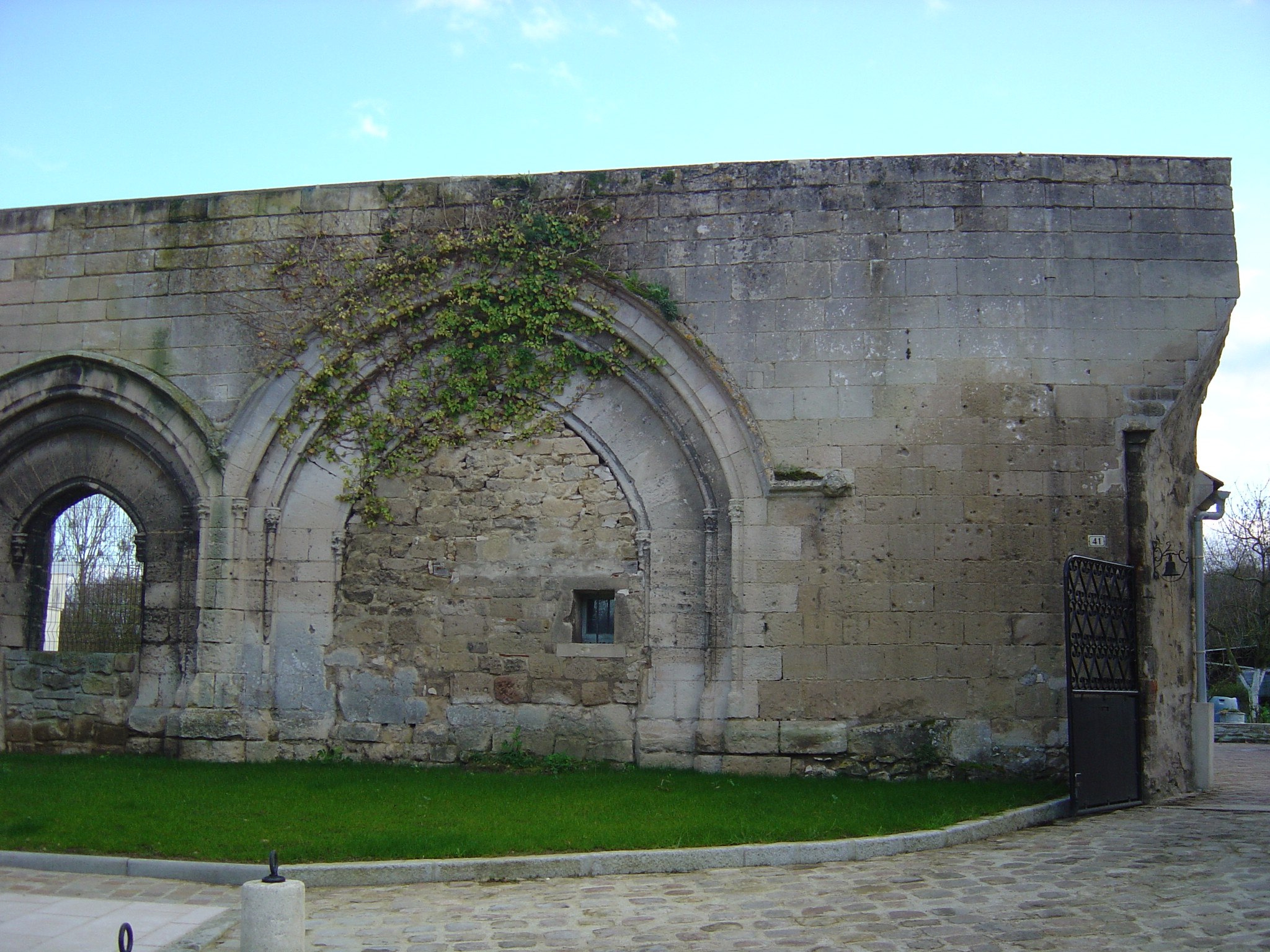
Double portail des bâtiments de la prévôté d'Angicourt.

Angicourt compte un monument historique sur son territoire :
Église Saint-Vaast, rue de l'Église (classée monument historique par liste de 1862) : 
elle suit à la base un plan cruciforme classique, mais est devenue irrégulière à la suite de l'ajout d'une chapelle latérale du chœur au nord-est, pendant le XIVe siècle. 
Les chapiteaux sont de style roman et gardent les traces d'un décor polychrome. Le reste de l'édifice appartient à la fin du XIIe siècle et au style de transition entre le roman et le gothique. La façade occidentale est précédée d'un porche ajouré. Le portail est surmonté d'un arc brisé caractéristique de la transition, avec une archivolte ornée de simples boudins et un tympan nu. La fenêtre au-dessus du portail ainsi que celles du transept et du chœur présentent la même arcature que le portail. Les quatre baies du chœur, de sa chapelle latérale nord-est et du transept nord (deux vers l'est et deux vers le nord) sont les plus vastes. Leur remplage se compose de quatre lancettes surmontées de trois rosaces, ce qui contraste avec la simplicité des fenêtres latérales de la nef et des petites fenêtres des bas-côtés, sans remplage. La nef et ses deux bas-côtés sont couverts de voûtes romanes et se composent chacun de trois travées. De chaque côté, deux arcs-boutants appuient les murs extérieurs de la nef. 
Le clocher central est carré et s'élève au-dessus de la croisée du transept. Il est couvert par un toit en bâtière, et chaque façade est percée de vastes baies abat-son. Les deux bras du transept et le chœur sont voûtés d'ogives aiguës. Des arcades en fer à cheval relient les bas-côtés au transept. Le chevet est plat et possède un pignon des mêmes dimensions que celle de la nef, et au nord, la chapelle latérale et le transept présentent deux pignons identiques. Les toits du transept étaient initialement en pierre. Pour pénétrer dans l'église, l'on doit descendre plusieurs marches ; ainsi, l'humidité a longtemps posé un grand problème, et pendant la seconde moitié du XIXe siècle, l'église menaçait par ailleurs ruine,,.

L'église en 1909
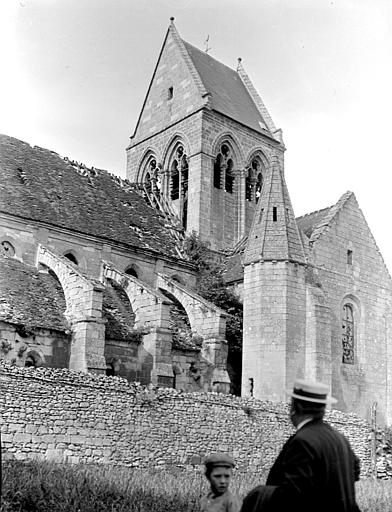
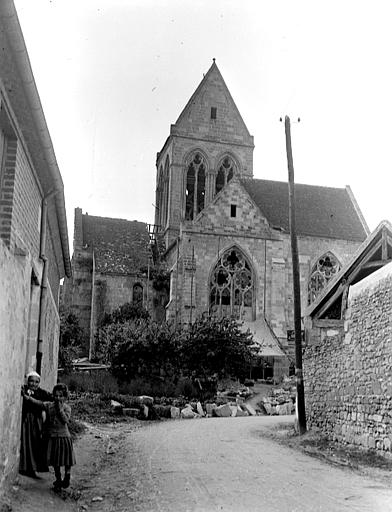
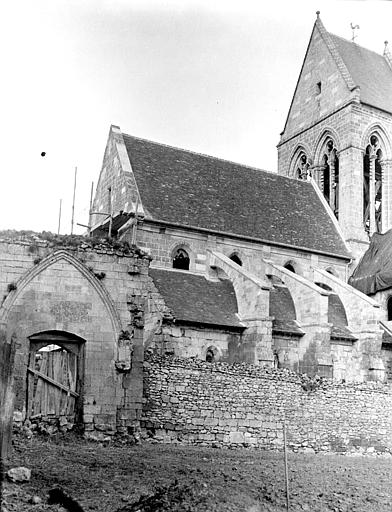
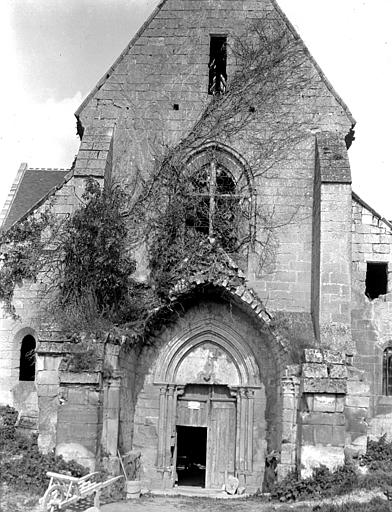
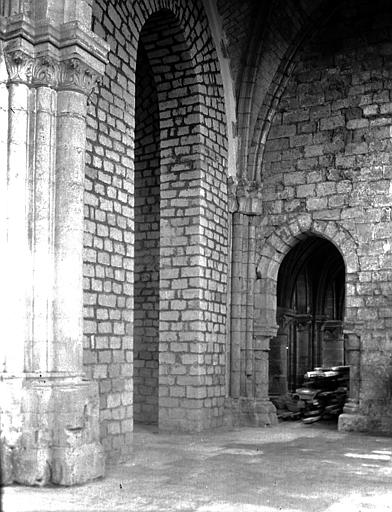

On peut également signaler : 
- Le double portail de la prévôté, à côté de la façade occidentale de l'église : il daterait du XIIIe siècle[37] et représente le seul vestige d'envergure de la prévôté de l'abbaye Saint-Vaast d'Arras, siège administratif de sa seigneurie d'Angicourt. C'est ici que résida le moine détaché par l'abbaye pour exercer la fonction de prévôt et représenter les intérêts de l'abbaye à Paris. Une prévôté de Saint-Vaast a existé à Angicourt depuis le haut Moyen Âge, sans doute à partir du IXe siècle. La Révolution met fin à la seigneurie d'Angicourt[a 9],[21].
- Le monument aux morts, devant le chevet de l'église. Comme l'indique sa plaque en marbre noir, la commune n'avait qu'un seul soldat mort pour la France à déplorer pendant la Première Guerre mondiale, David Édouard, tombé le 29 novembre 1915. La Seconde Guerre mondiale a fait au moins deux victimes civiles, dont le monument aide à garder la mémoire.
- L'ancien hôpital Villemin, construit en 1899, a servi de sanatorium jusque dans les années 1950 et est désaffecté depuis 1997. Ce bâtiment, abandonné, en briques rouges de 25 000 m2 et son parc de 35 ha de bois est destiné à être vendu par son propriétaire, l'Assistance publique - Hôpitaux de Paris de préférence à une collectivité locale.
Le site étant dangereux, son accès est interdit[38].

### Personnalités liées à la commune
- Perrin d'Angecourt, trouvère picard du XIIIe siècle.
- Vaast d'Arras, missionnaire qui aurait converti Clovis Ier au christianisme en 496 et successivement évêque d'Arras, de Cambrai, puis de Beauvais de façon intérimaire, aurait reçu Angicourt en cadeau des mains du roi, peu avant sa mort en 540. Son corps ayant un temps séjourné à Angicourt, il devint le saint patron de son église.
- Frédégonde, épouse de Chilpéric Ier, serait née à Angicourt vers 545, selon la chronique de l'abbaye Saint-Vaast d'Arras.
- René Bellanger (1895-1964), artiste peintre né à Angicourt.
- Lucienne Fabre-Sébart (1920-2018), résistante qui a participé à la Libération de Paris, Chevalier de la Légion d'honneur, habitait Angicourt depuis 1973[39],[40]. L'école de la commune porte son nom[41].